# Анти Пилстрем
Анти Сакари Пилстрем (фин. Antti Sakari Pihlström — Ванта, 22. октобар 1984) професионални је фински хокејаш на леду који игра на позицијама крилног нападача. 
Члан је сениорске репрезентације Финске за коју је на међународној сцени дебитовао на светском првенству 2008. године. Са репрезентацијом је освојио и титулу светског првака на СП 2011. у Словачкој, а био је и део финског олимпијског тима на ЗОИ 2014. у Сочију када је Финска освојила бронзану медаљу. 

## Каријера
Прве хокејашке кораке Пилстрем је начинио у јуниорском тиму екипе Јокерит, а потом прелази у редове Еспоа у ком започиње сениорску каријеру у сезони 2003/04. Потом је играо и за финске екипе СајПа и ХПК да би 1. јуна 2007. потписао двогодишњи уговор са НХЛ лигашем Нешвил предаторсима. 
Готово целу дебитантску НХЛ сезону Пилстрем је играо у екипи Милвоки адмиралса, тадашњој развојној филијали Предаторса. У другој сезони у дресу предаторса одиграо је 53 утакмице. По повратку у Европу играо је за шведски Ферјестад и фински ЈИП.
Потом је 5 сезона играо у КХЛ лиги за руски Салават Јулајев и ЦСКА, а 2016. се враћа у матични Јокерит.